# Resolució 489 del Consell de Seguretat de les Nacions Unides
La Resolució 489 del Consell de Seguretat de les Nacions Unides, aprovada el 8 de juliol de 1981 després d'examinar l'aplicació de Vanuatu per a ser membre de les Nacions Unides, el Consell va recomanar a l'Assemblea general que Vanuatu fos admesa.